# I Ran (So Far Away)
"I Ran (So Far Away)", também lançada como "I Ran", é uma canção da banda inglesa de new wave A Flock of Seagulls. Foi lançada em 1982 como segundo single do álbum de estreia autointitulado da banda. A canção liderou a tabela musical australiana e alcançou as sétima e nona posições na Nova Zelândia e nos Estados Unidos, respectivamente. Na Europa, obteve desempenho comercial moderado, atingindo o número 31 na Alemanha e o número 43 na tabela de singles britânica. No entanto, a canção recebeu o certificado de prata da British Phonographic Industry (BPI).
Em um artigo para a revista Rolling Stone intitulado "Anglomania: The Second British Invasion", Parke Puterbaugh escreveu sobre o impacto do videoclipe da canção no sucesso das paradas estadunidenses: "Liderado por um cantor que toca sintetizador com um corte de cabelo mais estranho do que qualquer coisa que você provavelmente encontraria em um mês de shows de poodles, A Flock of Seagulls acertou em cheio na primeira tentativa".

## Gravação e composição
O vocalista Mike Score diz que havia duas fontes principais de inspiração para "I Ran (So Far Away)". Os membros do A Flock of Seagulls visitavam regularmente o Eric's Club em Liverpool, onde uma das bandas tinha uma música chamada "I Ran". Score observou que, como A Flock of Seagulls ensaiava logo após o retorno de Eric, o título e o refrão da música podem ter ficado presos em sua cabeça. Outra ideia veio de um pôster em um escritório da Zoo Records. A banda foi lá com a intenção de conseguir um contrato de gravação, e eles queriam usar o pôster, que mostrava um homem e uma mulher fugindo de um disco voador, como capa do primeiro álbum, A Flock of Seagulls (1982). Essa representação também ajudou a desencadear as letras incomuns do espaço da música.
"I Ran (So Far Away)" foi gravado no Battery Studios em Londres com o produtor Mike Howlett. É uma música de new wave e synth-pop, com um tempo de execução de cinco minutos e sete segundos. De acordo com a partitura, a música se move em um ritmo rápido de 145 batidas por minuto. Com uma progressão de acordes de A-G-A-G nos versos e F-G-A nos refrões, a música é escrita na tecla de A menor. Durante a introdução da música e os interlúdios musicais, são tocados riffs curtos de guitarra, que dão a sensação de eco. O guitarrista Paul Reynolds entrou na banda depois que a música já estava escrita, então os riffs de guitarra foram adicionados para Reynolds tocar. Liricamente, "I Ran (So Far Away)" é sobre um homem que vê uma mulher atraente e tenta fugir de seus sentimentos. Antes que isso aconteça, o homem vê uma aurora no céu e ele e a mulher são sequestrados por alienígenas.

## Faixas
7" Jive VS 102 (Estados Unidos) – 1982
1. "I Ran (So Far Away)" (3:56)
2. "Pick Me Up" (3:06)

12" Jive T14 (Reino Unido) – 1982
1. "I Ran (So Far Away)" (5:02)
2. "Messages" (2:50)
3. "Pick Me Up" (3:07)

CD August Day 40 (Reino Unido) – 2018
"I Ran (So Far Away) [Versão Orquestral]" (6:22)
"I Ran (So Far Away) [Versão Principal]" (5:03)
"I Ran (So Far Away) [Long And Expanded Remix]" (7:32)
"I Ran (So Far Away) [Orchestral Extended Remix Instrumentall]" (7:52)
"I Ran (So Far Away) [BRS Vocal Remix]" (7:26)
"I Ran (So Far Away) [Daniele Baldelli & DJ Rocca Hypno Vocal Mix]" (6:04)
"I Ran (So Far Away) [Daniele Baldelli & DJ Rocca Presto Instrumental Mix]" (6:08)
"I Ran (So Far Away) [Long And Expanded Remix Instrumental]" (7:32)
"I Ran (So Far Away) [Versão Principal Instrumental]" (5:01)
"I Ran (So Far Away) [Situation Dubside Remix]" (6:00)

## Versões
Existem três versões diferentes da música:
- A versão do álbum (5:07) apresenta uma introdução com ruídos de sintetizador imitando gaivotas, que então segue em uma longa passagem instrumental pela banda antes de levar à música principal. Ele termina com um solo de guitarra e chega a um final completo. Esta versão apareceu em algumas edições de A Flock of Seagulls e em todas as versões em CD do álbum.
- A versão em vídeo (3:58) omite a maior parte da seção introdutória e começa com uma batida de prato, mas mantém o final completo da versão longa. Esta versão foi apresentada em algumas edições de A Flock of Seagulls.
- A edição de rádio (3:43) começa com uma batida de prato e faz um loop no refrão final da música, desaparecendo no final.

## Lançamento único e legado
O single foi promovido por um videoclipe distinto dirigido por Tony van den Ende no qual os membros da banda se apresentaram em uma sala coberta com papel alumínio e espelhos. As câmeras usadas para filmar o vídeo são claramente visíveis em muitos dos reflexos de fundo, seus suportes também são cobertos por papel alumínio. O vídeo é uma homenagem à capa do álbum de Brian Eno e Robert Fripp (No Pussyfooting), que também foi retratada pelos Strokes no vídeo de seu single "The End Has No End", duas décadas depois. O vídeo recebeu grande rotação na MTV no verão de 1982, e ajudou o single a se tornar um sucesso.
Como Dave Thompson apontou, a música era "um trocadilho político em uma época em que o próprio Irã estava nas manchetes o tempo todo". A música e a banda eram um pacote "irresistível" para o público americano e, no verão de 1982, "a América estava segurando A Flock of Seagulls em seu coração".
A banda fez uma turnê extensa pelos Estados Unidos para promover o single, dando suporte a Squeeze em sua turnê de 1982. Além de alcançar a 9ª posição na Billboard Hot 100, "I Ran" alcançou a posição 3 na parada Top Tracks e 8 na parada Hot Dance Club Play. Posteriormente, o álbum alcançou a posição 10 na Billboard 200.
No especial 100 Greatest Songs da VH1 dos anos 80, "I Ran" foi listada em 55º lugar na contagem regressiva, enquanto no especial da VH1 100 Greatest One-Hit Wonders dos anos 80, a canção foi listada em segundo lugar.
Embora considerada um clássico da new wave dos anos 1980, a música experimentou uma espécie de revival em 2002 como o tema principal do videogame Grand Theft Auto: Vice City, a música toca durante os comerciais de televisão do jogo e durante o jogo como uma das canções na lista de reprodução para a estação de rádio fictícia Wave 103.
As aparentes referências da música ao Irã foram destacadas novamente no outono de 2007, quando o longo programa de televisão americana Saturday Night Live exibiu uma versão paródia da música que expressamente zombava das políticas iranianas atuais como a negação do Holocausto.

## Desempenho nas paradas musicais
| Paradas nos países (1982)                   | Melhor posição |
| ------------------------------------------- | -------------- |
| Austrália (Kent Music Report)               | 1              |
| Alemanha (Offizielle Deutsche Charts)       | 31             |
| Países Baixos (Single Top 100)              | 46             |
| Nova Zelândia (Recorded Music NZ)           | 7              |
| Reino Unido (UK Singles Chart)              | 43             |
| Estados Unidos Billboard Hot 100            | 9              |
| Estados Unidos Billboard Dance/Disco Top 80 | 8              |
| Estados Unidos Billboard Top Tracks         | 3              |
| Estados Unidos Cash Box                     | 14             |

| Paradas nos países (1982)                     | Rank |
| --------------------------------------------- | ---- |
| Australia (Kent Music Report)                 | 15   |
| Nova Zelandia (Recorded Music NZ)             | 31   |
| Estados Unidos Billboard Hot 100              | 67   |
| Estados Unidos Cash Box                       | 89   |
| Estados Unidos Top Disco/Dance Singles/Albums | 13   |

| Região | Certificação | Vendas    |
| --- | ------------ | --------- |
| Austrália (ARIA)                                                                                             | Ouro         | 35 000^   |
| Reino Unido (BPI)                                                                                            | Prata        | 250,000‡^ |
| ^distribuições baseadas apenas na certificação ‡vendas+valores de streaming baseados somente na certificação |              |           |